# Aprest
L'aprest és un procediment aplicat a pells, tèxtils, fibres, paper o cartró per tal de canviar l'aspecte òptic o les seves qualitats, com el llustre, poliment, impermeabilitat i fermesa. Modernament s'han desenvolupat nous procediments i productes per tal d'augmentar les capacitats d'antiarrugament, antiencongiement, antiarnament, antiestàtic i antilliscant o insecticida del tèxtil, i per augmentar la resistència de l'aprest de cada rentada. El procediment industrial pot aplicar-se principalment per la impregnació o la nebulització del fil o del teixit. També existeixen aprests d'ús domèstic per tal de restaurar les qualitats (principalment, fermesa i impermeabilitat) perdudes per la rentada o la usura, en forma de pols, per afegir a la rentadora, o d'esprai.
Per a les teles de lli o de fibra de cànem, l'aprest consisteix en l'aplicació d'una barreja de midó i anyil. Quan han rebut aquest aprest es despleguen i passen per la calandra. A les teles de cotó se'ls dona l'aprest amb midó i després se'ls fa passar per dos cilindres calents que donen llustre a l'anvers i, al mateix temps, al revers. Per als draps, l'aprest s'efectua amb ajuda d'una pressió més o menys forta combinada, o no, amb l'acció de la calor d'on es donen dos sorts d'aprests: el premsat en fred i en calent.
La paraula s'utilitza també per designar els productes utilitzats per fer l'operació.